# Strongylocoris leucocephalus
Strongylocoris leucocephalus är en insektsart som först beskrevs av Carl von Linné 1758.  Strongylocoris leucocephalus ingår i släktet Strongylocoris, och familjen ängsskinnbaggar. Arten är reproducerande i Sverige.